# Rural Hall
Rural Hall és una població dels Estats Units a l'estat de Carolina del Nord. Segons el cens del 2000 tenia 2.464 habitants.

## Demografia
Segons el cens del 2000, Rural Hall tenia 2.464 habitants, 1.081 habitatges i 705 famílies. La densitat de població era de 344,7 habitants per km².
Dels 1.081 habitatges en un 27,8% hi vivien nens de menys de 18 anys, en un 49,5% hi vivien parelles casades, en un 12,1% dones solteres, i en un 34,7% no eren unitats familiars. En el 30,5% dels habitatges hi vivien persones soles el 12% de les quals corresponia a persones de 65 anys o més que vivien soles. El nombre mitjà de persones vivint en cada habitatge era de 2,28 i el nombre mitjà de persones que vivien en cada família era de 2,83.
Per edats la població es repartia de la següent manera: un 22,6% tenia menys de 18 anys, un 8,4% entre 18 i 24, un 29,9% entre 25 i 44, un 23,8% de 45 a 60 i un 15,4% 65 anys o més.
L'edat mediana era de 39 anys. Per cada 100 dones de 18 o més anys hi havia 88,2 homes.
La renda mediana per habitatge era de 36.477 $ i la renda mediana per família de 46.116 $. Els homes tenien una renda mediana de 31.939 $ mentre que les dones 26.435 $. La renda per capita de la població era de 19.593 $. Entorn del 6,6% de les famílies i el 8,9% de la població estaven per davall del llindar de pobresa.

## Poblacions més properes
El següent diagrama mostra les poblacions més properes.